# Dicranoneura lutea
Dicranoneura lutea är en stekelart som beskrevs av Joseph Kriechbaumer 1894. Dicranoneura lutea ingår i släktet Dicranoneura och familjen bracksteklar. Inga underarter finns listade i Catalogue of Life.